# ATACMS
Het Army Tactical Missile System is een tactische ballistische raket die wordt geproduceerd door de Amerikaanse wapenfabrikant Lockheed Martin. Het maakt gebruik van vaste stuwstof, is 4 meter lang en 61 centimeter in diameter. De varianten met het grootste bereik kunnen tot 300 kilometer ver vliegen. De raketten kunnen worden gelanceerd vanaf een M270 Multiple Launch Rocket System (MLRS) op rupsbanden en het M142 High Mobility Artillery Rocket System (HIMARS) op wielen.
Een ATACMS-lanceercontainer heeft een deksel met een patroon van zes cirkels zoals een standaard MLRS-raketdeksel, maar bevat slechts één raket – het identieke patroon maakt het voor vijandelijke inlichtingendiensten een grotere uitdaging om het als een waardevol doelwit te onderscheiden. De productie van de ATACMS is in 2007 gestaakt. Sinds december 2023 worden de ATACMS in de Verenigde Staten uitgefaseerd en vervangen door de Precision Strike Missile (PrSM) die een groter bereik heeft en per twee stuks in een lanceercontainer zitten.
Op 17 oktober 2023 heeft Oekraïne voor het eerst de ATACMS M39 Block I-raketten ingezet tegen Rusland met het bestoken van vliegvelden op door Rusland bezet grondgebied. Dit zijn raketten met een bereik van 25 to 165 kilometer en een cluster-kop die 950 stuks M74 submunitie bevat.
Op 18 november 2024 heeft Oekraïne voor het eerst met Amerikaanse ATACMS-raketten een doel op Russisch grondgebied aangevallen: een munitiedepot in Karatsjev.